# Bhadohi
Bhadohi es una ciudad y municipio situado en el distrito de Sant Ravidas Nagar en el estado de Uttar Pradesh (India). Su población es de 94620 habitantes (2011). Se encuentra a 45 km al oeste de Benarés, y a 82 km al este de Allahabad.

## Demografía
Según el censo de 2011 la población de Bhadohi era de 94620 habitantes, de los cuales 49639 eran hombres y 44981 eran mujeres. Bhadohi tiene una tasa media de alfabetización del 72,60%, superior a la media estatal del 67,68%: la alfabetización masculina es del 79,80%, y la alfabetización femenina del 64,63%.